# Monoglotismo

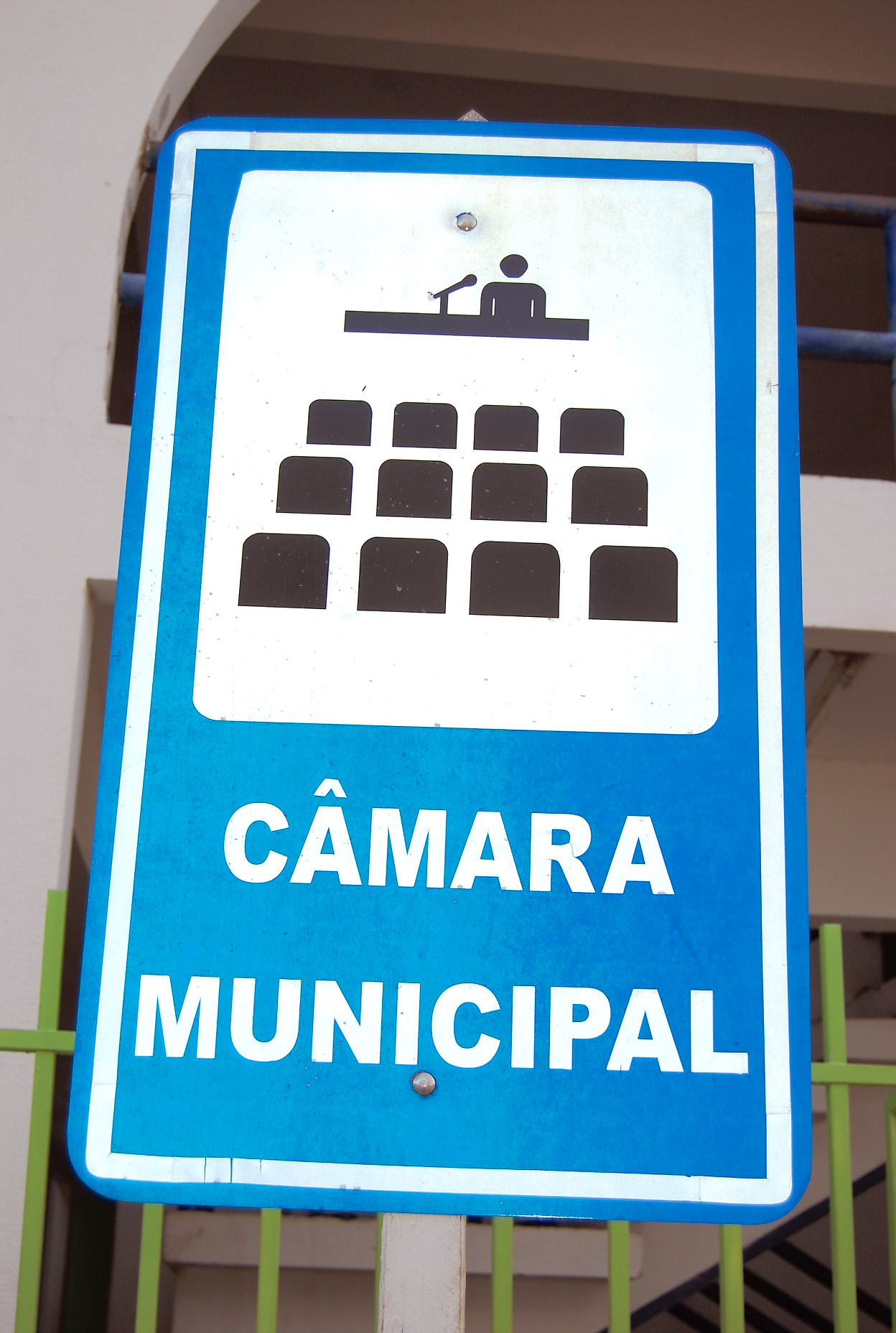
Placas monolíngues são comuns em países com apenas uma língua oficial, como o Brasil

Monoglotismo (do grego μόνος monos "só", e γλῶττα glotta "língua"), monolinguismo ou unilinguismo é a condição de ser capaz de falar apenas uma única língua, em oposição ao multilinguismo. Num contexto diferente, unilinguismo pode referir-se a uma política linguística que imponha uma língua oficial ou nacional sobre outras. 
Ser monolíngue é dito também dum texto, dicionário, conversa escrita ou conduzida numa única língua, e duma entidade em que uma única língua é usada ou oficialmente reconhecida (em particular quando comparada com entidades multilíngues ou na presença de indivíduos que falam línguas diferentes). Note que o monoglotismo só pode se referir à falta da capacidade de falar vários idiomas. Os falantes multilíngues superam os falantes monolíngues na população mundial.
A presunção da normatização do monolinguismo é também frequentemente a visão dos monolíngues que falam uma língua mundial, como inglês ou português. Crystal (1987) disse que essa suposição é adotada por muitos na sociedade ocidental. Uma explicação é dada por Edwards, que em 2004 afirmou que a evidência da "mentalidade monolíngue" pode ser rastreada até à Europa do século XIX, quando a nação estava a crescer e um grupo dominante tinha o controle, e as mentalidades europeias sobre a língua foram levadas às suas colônias, perpetuando ainda mais a mentalidade monolíngue.

## Comparação com multilinguismo

### Vocabulário
De acordo com um estudo sobre acesso lexical, os monolíngues frequentemente mantêm um vocabulário mais amplo na língua-alvo em comparação com um bilíngue, e isso aumenta a eficiência da recuperação de palavras em monolíngues. Os monolíngues também acessam palavras com mais frequência do que os bilíngues na língua-alvo.
Nas tarefas de fluência de letras, os monolíngues no estudo também foram capazes de responder com mais palavras à deixa de letras do que os bilíngues, mas tal efeito não foi visto nos bilíngues com uma pontuação elevada de vocabulário.

### Funcionamento criativo
Num estudo de teste de funcionamento criativo que envolveu crianças monolíngues e bilíngues em Singapura, os investigadores descobriram que os monolíngues tinham melhor desempenho em fluência e flexibilidade do que os bilíngues. A tendência foi invertida, no entanto, nos testes de originalidade e elaboração.